# Tesmoforias

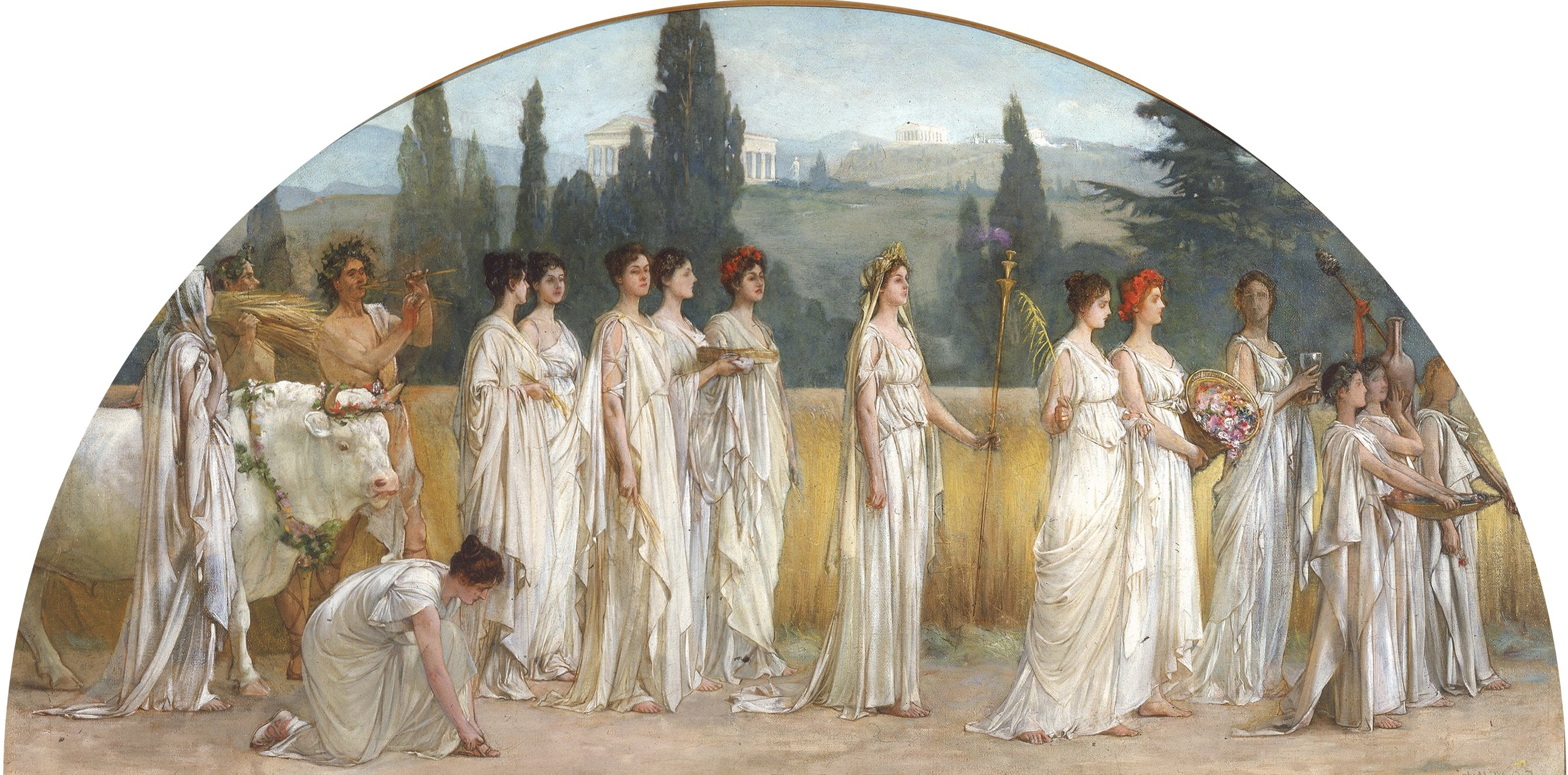
Procesión de las tesmoforias, Francis Davis Millet, 1894-1897

Las Tesmoforias eran unas fiestas celebradas en las ciudades de la Antigua Grecia en honor de las diosas Deméter y su hija Perséfone. El nombre procede de thesmoi, las ‘leyes’ por las que los hombres deben trabajar la tierra. Las Tesmoforias eran las fiestas más difundidas y la principal expresión del culto de Deméter, aparte de los misterios eleusinos. Las Tesmoforias conmemoraban el tercio del año en que Deméter se abstenía de su papel de diosa de la cosecha y el crecimiento, correspondiendo con los severos meses veraniegos de Grecia, cuando la vegetación moría y no llovía, por estar la diosa de luto por su hija, sita en el reino del Inframundo. Su rasgo característico era el sacrificio de cerdos.
Esta fiesta era para que las mujeres celebrasen sus costumbres privadas, su oportunidad para dejar el hogar y levantar refugios temporales algo alejados de los centros de los demos. Sólo las mujeres que estaban casadas con ciudadanos atenienses podían asistir a la fiesta, no estando presentes solteras ni hombres, esperándose de éstos que enviasen a sus esposas y corriesen con los gastos, tratándoseles muy mal si intentaban espiar las ceremonias. Se suponía que éstas promovían la fertilidad, pero las mujeres se preparaban con abstinencia sexual. También se tomaban baños con el fin de purificarse.
La palabra se aplicaba como epíteto de Deméter en el contexto de Deméter Tesmófora. Un relieve de Eleusis ilustrado por Kerényi muestra a la diosa sentada en el suelo mientras recibe a sus devotas. «En esta situación puede ser llamada Deméter Tesmofora, pues las atenienses la imitaban cuando se sentaban en el suelo y ayunaban en las Tesmoforias.»
En Atenas y algunos otros lugares la fiesta duraba tres días, del 11 al 13 de pianepsión. El primer día en Atenas era el anodos, la ‘subida’ al lugar sagrado, el Tesmoforio, cerca de la colina Pnix. El segundo día era el lloroso día de ayuno (nesteia) sin guirnaldas, sentadas en el suelo, sin fuego en algunas ciudades, en el que sólo se comían semillas de granada; aquellas que caían en el suelo eran la comida de los muertos y no debían recogerse. El tercer día, especialmente por la tarde y la noche que daba comienzo al día griego, se celebraba un banquete de carne en honor de la Caligenia, una diosa de ‘hermoso nacimiento’ que no aparece en ningún otro contexto y no tenía equivalente entre los dioses olímpicos, lo que enfatiza aún más la naturaleza arcaica y preolímpica de esta fiesta que reforzaba la solidaridad femenina. La ausencia de elementos de las Tesmoforias en los mitos es notable: los cerdos del porquero Eubuleo, que fueron tragados por una grieta del suelo cuando Hades raptó a Core, son un intento por proveer una etiología a los antiguos rituales; en algunos lugares, Zeus penetra en las Tesmoforias como Zeus Eubuleo.
No se sabe mucho más sobre las Tesmoforias, dado que sólo las mujeres tenían permitido asistir y era raro que escribiesen nada en esta época. Los ‘misterios’ o ritos de iniciación (teletai) que rodeaban a las restrictivas ceremonias religiosas eran celosamente guardados por quienes los celebraban. La principal fuente es un escolio sobre Luciano explicando el término «Tesmoforia».
La ceremonia incluía el enterramiento de sacrificios de noche y la recuperación de los restos en descomposición de cerdos que se guardaron en el megara de Deméter, unas zanjas y pozos o zanjas naturales del templo de la diosa, el año anterior. Como se sabía que las serpientes se congregaban en estos pozos, el escolio sobre Luciano explica que quienes no iban a recuperar los restos gritaban para asustar a lo que hubiese en ellos. Tras orar, los fétidos restos de los cerdos del año anterior se mezclaban con semillas y se plantaban: «el más claro ejemplo en la religión griega de magia agraria», señala Burkert.
Aristófanes parodió estas fiestas en su obra Las Tesmoforiantes, pero no pudo dar muchos detalles sobre el propio festival.